# سه یار دبستانی
به روایتی، خیام، حسن صباح و خواجه نظام الملک به سه یار دبستانی معروف بوده‌اند که در بزرگی هر یک به راهی رفتند. حسن رهبر فرقهٔ اسماعیلیه گشت، خواجه نظام‌الملک سیاست‌مداری بلندپایه شد و خیام دانشمند و شاعری گوشه گیر گشت که در آثارش اندیشه‌های بدیع و دلهره و اضطرابی از فلسفه هستی و جهان وجود دارد البته سندیت این داستان به‌شدت مورد انتقاد قرار گرفته است و هیچ‌کدام از تاریخ شناسان از این داستان به عنوان داستانی حقیقی یاد نمی کنند.
این داستان در کتاب ازدست‌رفتهٔ سرگذشت سیدنا ذکر شده بوده است که نخستین بار رشیدالدین همدانی آن را در جامع‌التواریخ خود بازگو می‌کند و پس از آن تاریخ‌نگاران دیگر ایرانی نیز آن را نقل می‌کنند. نسخهٔ متفاوتی از این داستان را میرخواند نقل کرده است که ادوارد فیتزجرالد از روی آن همین داستان را در مقدمه ترجمه انگلیسی‌اش از رباعیات عمر خیام بازگو کرده است. قدیمی‌ترین نویسنده بعد از اسماعیلیان که سرگذشت سیدنا را خوانده بود، یعنی عطاملک جوینی، این داستان را در کتابش نیاورده است.

## محتوای داستان
برپایه داستان سه یار دبستانی این سه در زمان کودکی با هم قرار گذاشتند که هر کدام به جایگاهی رسید آن دو دیگر را یاری رساند. هنگامی که نظام‌الملک به وزیری سلجوقیان رسید به خیام فرمانروایی بر نیشابور و گرداگرد آن سامان را پیشنهاد کرد، ولی خیام گفت که سودای ولایت‌داری ندارد. پس نظام‌الملک ده‌هزار دینار مقرری برای او تعیین کرد تا در نیشابور به او پرداخت کنند.
خورخه لوئیس بورخس در داستانی به نام راز وجود ادوارد فیتز جرالد به سه یار دبستانی اشاره کرده‌است او داستان خود را اینگونه آغاز می‌کند. «مردی، به‌نام عمر بن ابراهیم، در سده یازدهم میلادی (در نظر خودش سده پنجم هجری) در ایران زاده می‌شود، و قرآن و حدیث را از حسن‌بن صباح، بنیانگذار آتی فرقهٔ حشاشین یا اسماعیلیه، و نظام‌الملک، که بعدها وزیر آلب ارسلان و فاتح قفقاز می‌شود، فرا می‌گیرد. 
این سه دوست از سر شوخی یا به‌طور جدی سوگند یاد می‌کنند که اگر روزی اقبال به یکی از آنان روی آورد، فرد خوشبخت آن دو تای دیگر را از یاد نبرد.»

## سندیت
بیشتر محققان این داستان را غیرواقعی می‌دانند، چنانکه از روی سن و محدوده سال‌های زندگی شخصیت‌ها و نیز سکونت‌گاه‌های آن‌ها پیداست. برای مثال فروغی در مقدمهٔ تصحیحش از خیام اشاره کرده‌است که اگر این داستان راست باشد حسن صباح و خیام هر دو باید بیش از ۱۲۰ سال عمر کرده باشند که خیلی بعید است. به علاوه هیچ یک از معاصران خیام هم به این داستان اشاره نکرده‌است.
طبق فرضیه‌ای این داستان ممکن است از داستانی واقعی میان شاعر و کاتب سلجوقی علی بن حسن باخرزی و وزیر عمیدالملک کندری تحول یافته باشد.